# Адипоцит
Адипоцит (липоцит) је градивна и функционална ћелија масног везивног ткива и по изгледу не подсећа на ћелије правих везивних ткива. У њему се складиште резерве енергије у облику триглицерида, једињења богатих енергијом. 
Разликују се две врсте:
- адипоцит белог (унилокусног) масног ткива који у диференцираној форми садржи једну, крупну масну кап;
- адипоцит мрког (мултилокусног) масног ткива који садржи већи број масних капи.